# Мілоніт

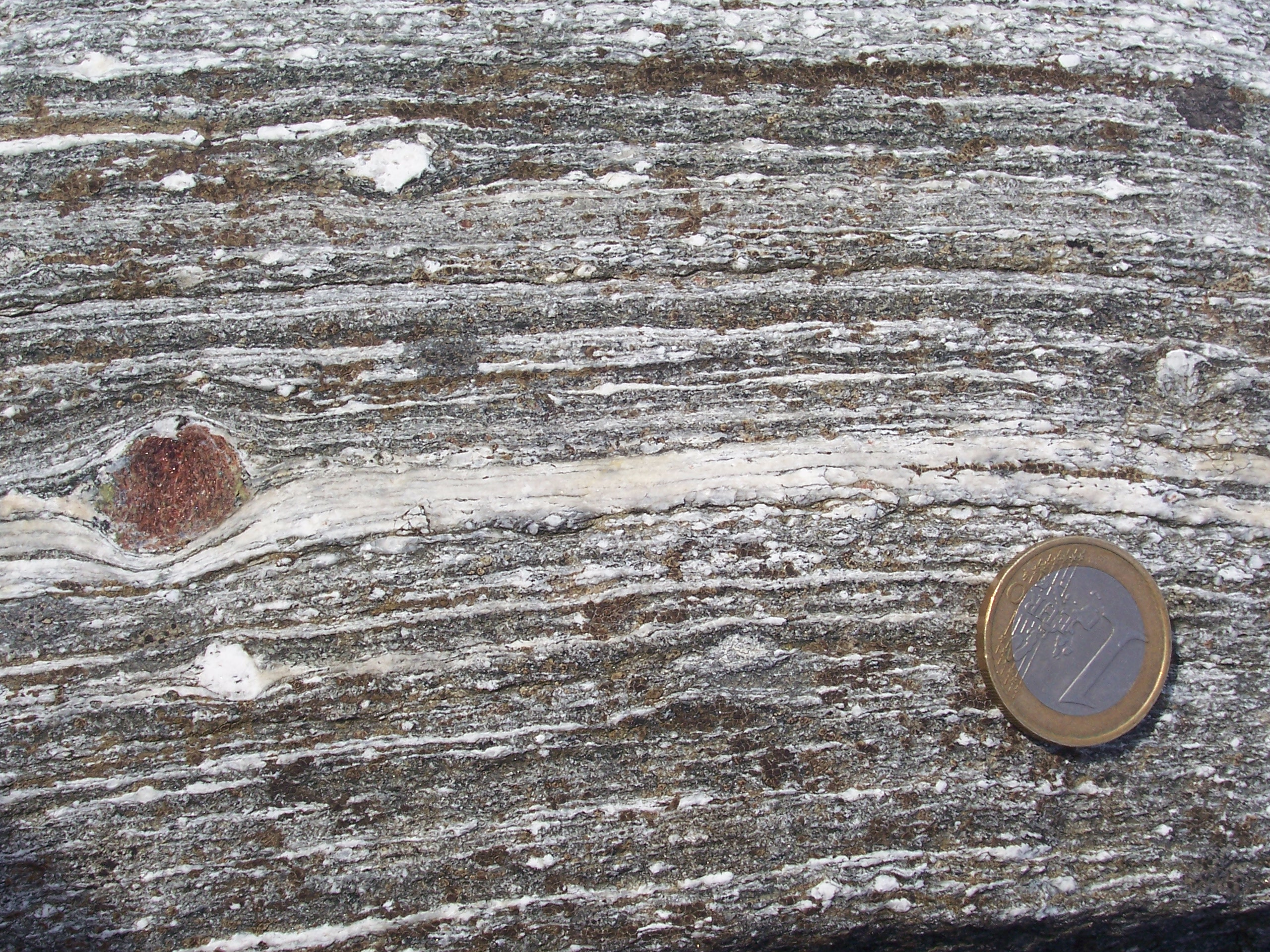
An amphibolitic mylonite showing a number of (rotated) porphyroclasts: a clear red garnet left in the picture while smaller white feldspar porphyroclasts can be found all over. Location: the tectonic contact between the (autochthonous) Western Gneiss Region and rocks of the (allochthonous) Blåhø nappe on Otrøy, Каледонська складчастість, центральна Норвегія.

Мілоніт (рос. милонит, англ. mylonite; нім. Mylonit m, Knetgestein n) – кластогенна гірська порода, що утворилася при динамометаморфізмі в зонах розломів при перетиранні і розвальцюванні різних гірських порід по поверхні розривів тектонічних. Відрізняються від своїх аналогів – катаклазитів тонкодисперсністю. За зовнішнім виглядом – щільні конґломерати.